# 킴벌리 케인

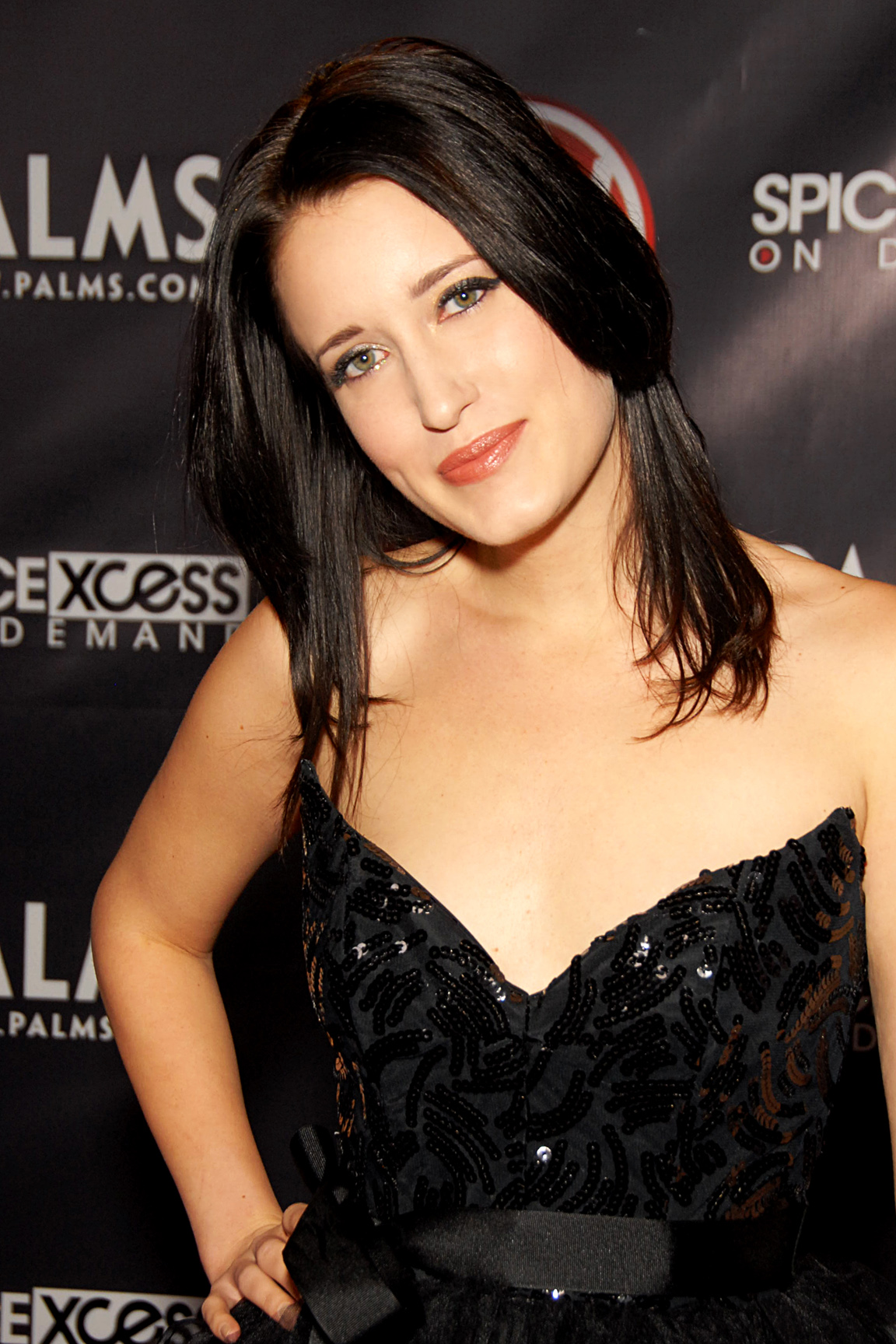
킴벌리 케인

킴벌리 케인(Kimberly Kane, 1983년 8월 28일 ~ )은 미국의 여자 포르노 배우이다. 터코마 출신.